# Kebnekaise
Kebnekaise (samisk Giebmegáisi eller Giebnegáisi) er Sveriges højeste bjerg.
Et bjergmassiv i Kiruna kommun som har Sveriges to højeste toppe, Nord- og Sydtoppen. Sydtoppen udgøres af en gletsjer, højden ændrer sig derfor med gletsjerens tilvækst og afsmeltning. De seneste årtier har den vist en generelt nedadgående trend, sommeren 2005 var den 2.104 meter over havet ifølge Tarfala Vetenskapliga Station i Tarfaladalen nedenfor.
Det højeste punkt i Sverige på fast mark er Kebnekaises nordtop 2.097 meter over havet, som kan blive den højeste hvis trenden for Sydtoppen holder, eftersom bjerget under Sydtoppen kun er 2.070 meter over havet.
Ved Nikkaluokta slutter kørevejen og der er herfra 19 km til fjeldstationen. Hvorfra man kan nå Sydtoppen og retur. Tæt ved toppen findes Topstugan.